# 利涅尔拉卡雷勒
利涅尔拉卡雷勒（法語：Lignières-la-Carelle，法語發音：[liɲɛʁ la kaʁɛl]）是法国萨尔特省的一个旧市镇，属于马梅尔斯区。2015年，利涅尔拉卡雷勒与邻近的5个市镇合并为新市镇佩尔塞涅新城。

## 地理
利涅尔拉卡雷勒（48°26'6"N, 0°10'31"E）面积7 平方千米，位于法国卢瓦尔河地区大区萨尔特省，该省份为法国西北部内陆省份，北起顺时针与奥恩省、厄尔-卢瓦省、卢瓦-谢尔省、安德尔-卢瓦尔省、曼恩-卢瓦尔省和马耶讷省接壤，是法国大西部的入口，连接卢瓦尔河谷、布列塔尼和巴黎盆地。
与利涅尔拉卡雷勒接壤的市镇（或旧市镇、城区）包括：蒙蒂尼、圣里戈梅德布瓦。

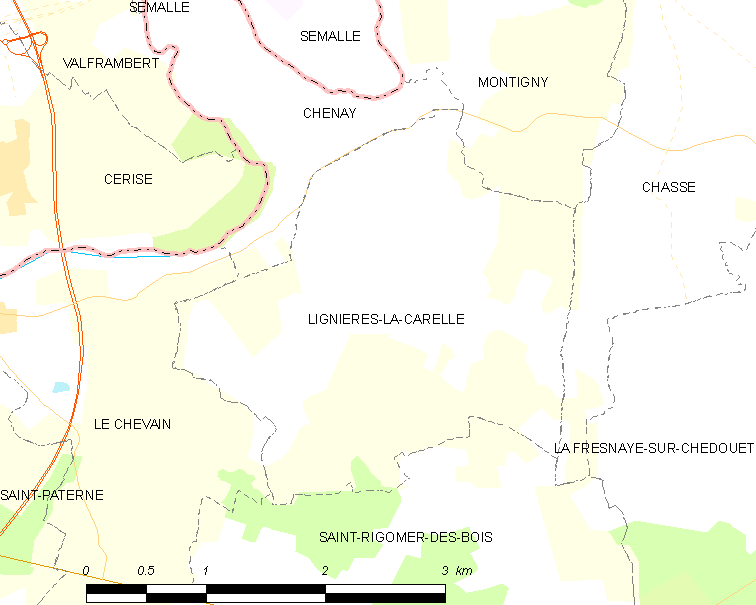
利涅尔拉卡雷勒的OSM定位图

利涅尔拉卡雷勒的时区为UTC+01:00、UTC+02:00（夏令时）。

## 行政
利涅尔拉卡雷勒的邮政编码为72610，INSEE市镇编码为72162。

## 政治
利涅尔拉卡雷勒所属的省级选区为马梅尔斯县。

## 人口

1962-2008年间利涅尔拉卡雷勒人口变化图示

利涅尔拉卡雷勒于2018年1月1日时的人口数量为374人。